# Background Bob
Background Bob, születési nevén Noah Jones (2008. augusztus 21. – 2023. november 20.) brit művész Dedhamből, Essexből, akinek művészeti projektjei több mint 250 000 angol fontot gyűjtöttek össze annak a kórházi intézménybek, amely vízfejűség, epilepszia és cerebralis paresis miatt kezelte.

## Életrajza
Noah 2008-ban született vízfejűséggel, epilepsziával és agyi bénulással. Apja Nathan Jones festő és dekoratőr. Családjával az essexi Dedhamben élt. 11 évesen, és 2020 tavaszán nem tudott iskolába járni, az Egyesült Királyságban az első COVID-19-zárlat idején kartonra kezdett festeni. Ezt követően művészek a világ minden tájáról válaszoltak apja Instagram-kérésére, hogy munkatársakat keressenek. Noah festette a hátteret, és megjegyezte, hogy a művészek képeket festettek rájuk. Több mint 250 nemzetközi művész, köztük a My Dog Sighs, Anna Schellberg, Pez, a Trust.iCON, Carne Griffiths és Silent Bill küldte el alkotásait. A többiek közé tartozott Ed Sheeran, Shepard Fairey, WRDSMTH, Grayson Perry és Phill Jupitus. A cél az volt, hogy az elkészült festményeket elárverezzék, hogy pénzt gyűjtsenek a Colchester és Ipswich Hospitals Charity javára. Az első kiállítást a colchesteri Firstsite-ben rendezték meg 2020 októberében. A műalkotás „a bezárás gondolatait, érzéseit és tapasztalatait” jelenítette meg. Sokukat kiállították és eladták, a bevételt jótékony célra fordították. A festmények gyűjteményét a Background Bob and His Amazing Friends című könyvben publikálták. Az A5-ös példányokkal együtt 50 különkiadású könyv volt, amelyek Noé festményeit tartalmazták. 2023 őszére megjelent a Background Bob and His Amazing Friends (Background Bob és csodálatos barátai) harmadik könyve, három kiállítás és három aukció hátterében. Noah 2023. november 20-án, 15 évesen halt meg.

## Fordítás
Ez a szócikk részben vagy egészben  a   Background Bob című angol Wikipédia-szócikk ezen változatának fordításán alapul.  Az eredeti cikk szerkesztőit annak laptörténete sorolja fel. Ez a jelzés csupán a megfogalmazás eredetét és a szerzői jogokat jelzi, nem szolgál a cikkben szereplő információk forrásmegjelöléseként.